# Maison d'arrêt de Bar-le-Duc
La maison d'arrêt de Bar-le-Duc est une maison d'arrêt française située dans la commune de Bar-le-Duc, dans le département de la Meuse et dans la région Grand-Est.
L'établissement dépend du ressort de la direction interrégionale des services pénitentiaires de Strasbourg. Au niveau judiciaire, l'établissement relève du tribunal judiciaire de Verdun et de la cour d'appel de Nancy.

## Histoire

### XVIIeetXVIIIesiècles
Le bâtiment hébergeant la maison d'arrêt est, à l'origine, un couvent de Carmes, dont la construction débute en 1633. Le site est transformé en prison en 1792 pendant la Révolution française. L'escalier de l'établissement subsiste de cette époque.

### XIXeetXXesiècles
L'établissement est officiellement mis en service en 1947.

### XXIesiècle
Un projet de fermeture de l'établissement est envisagé en 2011 mais il est cependant abandonné.

## Description
Situé au 24 place Saint-Pierre à Bar-le-Duc, la maison d'arrêt est l'un des trois établissements pénitentiaires du département. Il est situé dans la ville haute de la commune, non loin du palais de justice. Elle dépend du ressort de la direction interrégionale des services pénitentiaires de Strasbourg, et, au niveau judiciaire, relève du tribunal judiciaire de Verdun et de la cour d'appel de Nancy.
L'établissement a une capacité d'accueil de 80 places exclusivement pour des détenus majeurs hommes prévenus ou condamnés à des peines de moins d'un an. Il est constitué d'un bâtiment administratif et d'un bâtiment de détention. Ce dernier est réparti entre un quartier « Maison d'arrêt Hommes » et d'un quartier « Semi-liberté Hommes ».
Au 1er février 2022, l'établissement accueillait 85 détenus, soit un taux d'occupation de 106.2%.

## Événements notables
Le 19 novembre 2010, une mutinerie est déclenchée dans l’établissement, 19 détenus refusant de regagner leur cellule, bloquant la porte d'accès aux promenades et dégradant certaines parties de la maison d'arrêt. La mutinerie prend fin dans la journée à la suite de l'intervention du GIPN et des ERIS, trois des mutins étant placés en garde à vue.
En 2015, un détenu de l'établissement se suicide environ une heure après son incarcération. Cependant, la décision de justice qui a abouti à l'incarcération ne semble pas avoir suivi les règles de procédure, certains médias indiquant que les magistrats ont établis de faux. Des poursuites disciplinaires sont engagées contre les magistrats en 2016 mais aucune sanction n'est prononcée. En 2022, les magistrats mis en cause sont cependant renvoyés devant le Tribunal correctionnel pour « faux en écriture publique ou authentique » et « atteinte arbitraire à la liberté individuelle par personne dépositaire de l’autorité publique ».
En 2020, un détenu accusé de faire partie d'un commando ayant braqué un dépôt de tabac dans la banlieue de Nancy (« le commando de Ludres ») profite d'une extraction médicale pour s'évader, après avoir été transféré à l'hôpital,. Il est cependant repris le lendemain.